# فيلارتا دي لوس مونتس
بلدية فيلارتا دي لوس مونتس (بالإسبانية: Villarta de los Montes)‏, هي إحدى بلديات مقاطعة بطليوس, التي تقع في منطقة إكستريمادورا, والتي تقع في غرب إسبانيا.
يبلغ عدد سكانها 645 نسمة وفقاً لإحصائية سنة (2002).